# Брезовац (Новска)
Брезовац  (до 1991. Брезовац Субоцки) је насељено место у саставу града Новске, у западној Славонији, Република Хрватска.

## Становништво
Насеље је према попису становништва из 2011. године имало 9 становника.
| Националност       | 1991.        |
| Срби               | 140 (92,71%) |
| Хрвати             | 1 (0,66%)    |
| Југословени        | 6 (3,97%)    |
| остали и непознато | 4 (2,64%)    |
| Укупно             | 151          |